# Sheoganj
Sheoganj è una suddivisione dell'India, classificata come municipality, di 24.785 abitanti, situata nel distretto di Sirohi, nello stato federato del Rajasthan. In base al numero di abitanti la città rientra nella classe III (da 20.000 a 49.999 persone).

## Geografia fisica
La città è situata a 25° 8' 60 N e 73° 4' 0 E e ha un'altitudine di 259 m s.l.m..

## Società

### Evoluzione demografica
Al censimento del 2001 la popolazione di Sheoganj assommava a 24.785 persone, delle quali 12.898 maschi e 11.887 femmine. I bambini di età inferiore o uguale ai sei anni assommavano a 3.895, dei quali 2.142 maschi e 1.753 femmine. Infine, coloro che erano in grado di saper almeno leggere e scrivere erano 16.491, dei quali 9.881 maschi e 6.610 femmine.